# 上海苏州河半程马拉松赛
上海苏州河半程马拉松赛又稱上海苏州河半程马拉松、苏河半马，是上海馬拉松的系列赛事之一。賽事全程共21.0975公里。赛事由上海东浩兰生赛事管理有限公司負責運營。2023年舉辦第一屆，2024年舉辦第二屆。

## 歷史
第一屆賽事於2023年4月22日舉辦，參賽人數為4000人。參賽者途经天安千树、上海造币博物馆、半马苏河公园等普陀區地标性建筑。男女前六名將獲得獎金。该赛事男子前100名、女子前50名的运动员可以獲得2023上海马拉松参赛名额。
第二屆赛事於2024年3月24日舉辦。总參賽人數为7000人。6名国际田联特邀选手受邀參賽。半马苏河賽事起点位於莫干山路，终点位于半马苏河公园（云岭东路）。選手主要沿苏州河河畔奔跑，並途徑天安千树等地标建筑。男女前六名有現金奖金。赛事男子前150名、女子前100名的运动员直接獲得2024上海马拉松参赛名额。埃塞俄比亚选手包攬男女冠軍。上海海港主教練凯文·穆斯卡特也參加此次馬拉松。